# Zoom Corporation

Zoom Corporation logo

Zoom Corporation  je japonská společnost založena 9. září 1983 v Tokiu. Specializuje se na návrh a vývoj zvukových technologií, jako jsou například nahrávací zařízení, digitální mixážní pulty a multiefektové procesory.

## Historie
Zoom Corporation založil Masahiro Iijima. Zpočátku firma spolupracovala s jinými výrobci a podílela se například na vývoji zvukového generátoru LSI a MIDI zařízení.
Prvním vlastním produktem, který společnost představila v roce 1989, byl ultrakompaktní multiefektový procesor s názvem Zoom 9002. Produkt se odlišoval zejména svou kompaktností oproti jiným procesorům. Zoom 9002 měl 16bitovou architekturu, mono vstup a stereo výstup a efekty na šesti úrovních.
Dalším produktem byl Zoom 9010, se kterým společnost přišla na trh v roce 1990. Jednalo se o digitální efektovou jednotku. Zoom 9010 dokázal pracovat se čtyřmi oddělenými signály díky čtyřem vstupům a výstupům a poskytoval 16 bitovou kvantizaci spolu s 44,1kHz vzorkovací frekvencí. 
V roce 2006 společnost uvedla na trh ruční rekordér Zoom H4, čímž odstartovala H-sérii svých produktů. Zoom H4 obsahoval zabudované stereo mikrofony, které dokázaly nahrávat s maximální bitovou hloubkou 24 bitů přímo na SD kartu. 

## Hlavní produkty
Produkty společnosti spadají do zvukových technologií v oblasti tvorby hudby, filmů a podcastů. Hlavní kategorie produktů od společnosti Zoom jsou například:
- Ruční rekordéry – Kompaktní nahrávací rekordéry s vestavěným mikrofonem. Jde především o přenosné řešení pro běžné zaznamenávání zvuku. Obsahují omezený počet XLR/TRS vstupů. Zoom tyto rekordéry označuje jako H-sérii svých výrobků. Mezi konkrétní modely patří například Zoom H1n a Zoom H4n Pro.[6]
- Terénní rekordéry – Rekordéry pro profesionální záznam zvuku, nejčastěji používané při vysílání a natáčení filmů. Nabízejí více XLR vstupů a širší dynamický rozsah než ruční rekordéry. Obsahují nízkošumové předzesilovače. Společnost Zoom je zařadila pod svou F-sérii produktů. Patří sem například rekordéry Zoom F6, Zoom F3 nebo Zoom F8n Pro.[7]
- PodTrak rekordéry – Určené primárně pro tvorbu podcastů. Poskytují párovaný výstup na sluchátka pro každý XLR mikrofonní vstup. Patří sem Zoom PodTrak P4 nebo Zoom PodTrak P8.[8]
- Video rekordéry – Rekordéry se zabudovanými stereo mikrofony pro záznam videa v kvalitě 4K. Podporují HDR video a zvuk ve vysokém rozlišení. Jsou označovány jako Q-série produktů Zoom. Konkrétní modely jsou například Q2n-4K a Q8n-4K [9]
- Mobilní rekordéry – Audio rekordéry připojitelné k mobilnímu telefonu. Patří sem Am7 a iQ6.
- Audio rozhraní – Rozhraní připojitelná přes USB, která obsahují mikrofonní předzesilovače s nízkým šumem. Patří sem U-44 a U-24.
- Digitální mixážní pulty / vícestopé rekordéry
- Multiefekty
- Digitální nástroje
- Příslušenství ke zvukové technice[10]